# Ferdinand von Meerheimb
Ferdinand Ludwig Johann baron von Meerheimb (né le 11 avril 1823 au manoir de Gnemern et mort le 7 mai 1882 à Berlin) est un général de division prussien et un écrivain militaire.

## Biographie

### Origine
Ferdinand est issu de la noble famille Meerheimb (de). Il est le troisième enfant et le second fils du lieutenant-colonel Jasper Friedrich baron von Meerheimb (1785-1872) et son épouse Karoline, née von Kleist de la branche de Stavenow (1800-1887).

### Carrière militaire
Meerheimb étudie au pédagogie à Halle-sur-Saale et au lycée de la cathédrale de Magdebourg. Il s'engage le 6 décembre 1841 comme volontaire de trois ans (de) dans le 2e régiment d'infanterie (du roi) de l'armée prussienne. En tant que sous-lieutenant, il est enseignant à l'école de division II du 2e corps d'armée de 1846 à 1855. Entre-temps, Meerheimb participe à la répression de la révolution lors des combats de rue à Berlin (de) en mars 1848 et participe la même année à la guerre contre le Danemark. Ici, il combat près de Schleswig et est légèrement blessé à Düppel.
Lors de la guerre austro-prussienne de 1866, Meerheimb est commandant de compagnie en Bohême et lors de la guerre franco-prussienne de 1870/71, il commande initialement le 1er bataillon du 2e régiment d'infanterie de Landwehr. Du 25 décembre 1870 au 31 mars 1871, il est commandant de Reims. Par ailleurs, de 1867 jusqu'à sa retraite pour raisons de santé en 1880, il travaille au budget secondaire de l'état-major à Berlin.

### Famille
Meerheimb se marie avec Brunhilde von Ramin (1830-1909) le 7 mai 1850. Elle est la fille de Wilhelm von Ramin, seigneur auf Schmagerow et lieutenant-colonel prussien, et Henriette, née von Saldern (de). Le couple a cinq enfants:
- Gertrud (née en 1852) mariée en 1872 avec Raimund von Caprivi (1840-1913), lieutenant général prussien[1]
- Joachim Karl Friedrich (1855-1881)
- Katharina (née en 1857) mariée avec Paul von Rohrscheidt (de) (1850-1911), général de division prussien[8]
- Henriette (de) (1859-1920), écrivain, mariée :
  - en 1881 (divorce) avec Max Treusch von Buttlar-Brandenfels
  - en 1890 avec Rudolf von Bünau (1852-1911), lieutenant général prussien
- Brunhilde (1869-1901) mariée en 1888 avec Paul von Uthmann (de) (1857-1918), lieutenant général prussien

## Travail
Ses écrits, en particulier dans le domaine de l'histoire de la guerre, sont plus importants que son travail militaire. Il écrit plusieurs de ses articles dans des revues et des ouvrages de collection ainsi que deux suppléments du Militär-Wochenblatt sur Frankreich und die Franzosen  (1872) et Militärbildung und Wissenschaft (1873). Dans un autre supplément (1877), il présente une biographie de Frédéric von Wrangel, qui est également publiée sous forme de livre. Il rédige également de nombreux articles dans l'Allgemeine Deutsche Biographie. De 1873 jusqu'à sa mort, il est rédacteur en chef du Militär-Litteratur-Zeitung. Un ouvrage sur le prince Henri était prêt à être imprimé dans son fonds.

## Publications
- Shermans Feldzug in Georgien: Vortrag gehalten am 30. Oktober 1868 in der Militairischen Gesellschaft zu Berlin. Mittler, Berlin, 1869. Copie numérique
- Graf von Wrangel, Königlich Preußischer General-Feldmarschall. Ernst Siegfried Mittler & Sohn, Berlin, 1877.
- Geschichte der Pariser Kommune. Ernst Siegfried Mittler & Son, Berlin, 1880.
- Briefe eines preußischen Offiziers aus dem Jahre 1848. (éditées à titre posthume par sa fille Margarethe Henriette comtesse von Bünau, née baronne von Meerheimb) Dans : Annales prussiennes. Volume 157, G. Reimer, Berlin, 1914, pp. 450-480 et volume 158, G. Reimer, Berlin, 1914, pp. 69-94.